# Francouzská hokejbalová reprezentace
Francouzská hokejbalová reprezentace je výběrem nejlepších francouzských hráčů v hokejbale. Od roku 2011 hraje v Mistrovství světa v hokejbalu. Nejvyšší prohra francouzského týmu byla v Mistrovství světa v hokejbalu 2013 20:0 s Českem.

## Účast namistrovstvísvěta
| MS      | Místo konání           | Umístění  |
| ------- | ---------------------- | --------- |
| MS 2011 | Slovensko (Bratislava) | 12. místo |
| MS 2013 | Kanada (St. John's)    | 10. místo |
| MS 2015 | Švýcarsko (Zug)        | 16. místo |